# アンクル・ミート
『アンクル・ミート』 (Uncle Meat) は、フランク・ザッパをリーダーとするマザーズ・オブ・インヴェンションが1969年にリリースしたアルバムで、マザーズによって制作されながら長らく公開が延期された同名の映画のためのサウンドトラックである。
表ジャケットには、"Most of the Music from the Mother's Movie of the Same Name Which We Haven't Got Enough Money to Finish Yet" （「音楽の大半は、予算不足のためいまだ完成していないマザーズによる同名の映画から取られた」）なる文面が記載されている（"Mothers' Movie"とすべきところをMother's Movieとしているのは原文ママ）。この映画は当時完成されることなく、1987年にヴィデオ作品としてリリースされた。

## 概要
『アンクル・ミート』には、フロントマンであるザッパの経歴上の進化、すなわちジャズやクラシック音楽へのさらなる傾倒が見られる。またこの作品には、ドゥーワップやブルース、ロックンロール、映画からの音楽の断片などの、茶化し半分、オマージュ半分の要素が収録されている。このアルバムは、幻想的なメロディと意識の流れの手法で書かれた歌詞（多くはLA郊外の若者の生活における場所や出来事に関するもの）、映画のサウンドトラックに特徴的な主題と副主題と変奏曲のセットなどを統合したものである。またスージー・クリームチーズがこの作品にも登場する。
CD化されたのは1987年で、このときにはマッシモ・バッソーリがイタリア語で歌う新曲「テンゴ・ナ・ミンキア・タンタ」（シチリア方言で「アソコがでっかくなっちゃった」）や、約40分にも及ぶ映画からの抜粋が追加収録された。「テンゴ・ナ・ミンキア・タンタ」がまったく別の時期に録音された曲であることや、映画の抜粋は楽曲楽曲を聴く上でむしろ邪魔であると考える者もいることから、多くのファンはこれらの曲が追加されたことに憤慨している。多くのファンはこれらの曲を「ボーナス・トラック」ではなく「ペナルティ・トラック」と呼んでいる。
'86年の「OLD MASTERS BOX TWO」、'87年のCD化、'95年のFZ承認マスターではそれぞれリミックスされたトラックがある。大きく違うものでは「ミスター・グリーン・ジーンズ」のヴォーカルの有無がある。

## 収録曲
特記のないかぎり、作詞・作曲はいずれもフランク・ザッパによる。

### LPヴァージョン

#### A面
1. アンクル・ミート - 1:56
2. ボイス・オブ・チーズ - 0:26
3. ナイン・タイプス・オブ・インダストリアル・ポリューション - 6:00
4. ゾーラー・ザキル - 0:54
5. ドッグ・ブレス,イン・ザ・イヤー・オブ・ザ・プレイグ - 3:59
6. レジェンド・オブ・ザ・ゴールデン・アーチズ - 3:28
7. ルイ・ルイ (Richard Berry) - 2:19
8. ドッグ・ブレス・バリエイションズ - 1:48

#### B面
1. スリーピング・イン・ア・ジャー - 0:50
2. アワー・ビザール・リレイションシップ - 1:05
3. アンクル・ミート・バリエイションズ - 4:46
4. エレクトリック・アーント・ジェミマ - 1:46
5. プレリュード・トゥ・キング・コング - 3:38
6. ゴッド・ブレス・アメリカ (Irving Berlin) - 1:10
7. パウンド・フォー・ア・ブラウン・オン・ザ・バス - 1:29
8. イアン・アンダーウッド・ウィップス・イット・アウト - 5:05

#### C面
1. ミスター・グリーン・ジーンズ - 3:14
2. ウイ・キャン・シュート・ユー - 2:03
3. 「カリフォルニアに住めば」 - 1:14
4. エアー - 2:57
5. プロジェクトX - 4:48
6. クルージング・フォー・バーガーズ - 2:18

#### D面
1. キング・コング・イットセルフ - 0:49
2. キング・コング II - 1:21
3. キング・コング III - 1:44
4. キング・コング IV - 6:17
5. キング・コング V - 0:34
6. キング・コング VI - 7:24

### CDヴァージョン

#### ディスク1
1. アンクル・ミート ("Uncle Meat: Main Title Theme") - 1:56
2. ボイス・オブ・チーズ ("The Voice of Cheese") - 0:26
3. ナイン・タイプス・オブ・インダストリアル・ポリューション ("Nine Types of Industrial Pollution") - 6:00
4. ゾーラー・ザキル ("Zolar Czakl") - 0:54
5. ドッグ・ブレス,イン・ザ・イヤー・オブ・ザ・プレイグ ("Dog Breath, in the Year of the Plague") - 3:59
6. レジェンド・オブ・ザ・ゴールデン・アーチズ ("The Legend of the Golden Arches") - 3:28
7. ルイ・ルイ ("Louie Louie (At the Royal Albert Hall in London)" / Richard Berry) - 2:19
8. ドッグ・ブレス・バリエイションズ ("The Dog Breath Variations") - 1:48
9. スリーピング・イン・ア・ジャー ("Sleeping in a Jar") - 0:50
10. アワー・ビザール・リレイションシップ ("Our Bizarre Relationship") - 1:05
11. アンクル・ミート・バリエイションズ ("The Uncle Meat Variations") - 4:46
12. エレクトリック・アーント・ジェミマ ("Electric Aunt Jemima") - 1:46
13. プレリュード・トゥ・キング・コング ("Prelude to King Kong") - 3:38
14. ゴッド・ブレス・アメリカ ("God Bless America" / Irving Berlin) - 1:10
15. パウンド・フォー・ア・ブラウン・オン・ザ・バス ("A Pound for a Brown on the Bus") - 1:29
16. イアン・アンダーウッド・ウィップス・イット・アウト ("Ian Underwood Whips It Out") - 5:05
17. ミスター・グリーン・ジーンズ ("Mr. Green Genes") - 3:14
18. ウイ・キャン・シュート・ユー ("We Can Shoot You") - 2:03
19. 「カリフォルニアに住めば」 ("If We'd All Been Living in California...") - 1:14
20. エアー ("The Air") - 2:57
21. プロジェクトX ("Project X") - 4:48
22. クルージング・フォー・バーガーズ ("Cruisin' for Burgers") - 2:18

#### ディスク2
1. アンクル・ミート・フィルム・エクサープト・パートI ("Uncle Meat Film Excerpt, Pt. 1") - 37:34
2. テンゴ・ナ・ミンキア・タンタ ("Tengo Na Minchia Tanta") - 3:46
3. アンクル・ミート・フィルム・エクサープト・パートII ("Uncle Meat Film Excerpt, Pt. 2") - 3:50
4. キング・コング・イットセルフ ("King Kong Itself (as played by the Mothers in a studio)") - 0:49
5. キング・コング II ("King Kong II (its magnificence as interpreted by Dom DeWild)") - 1:21
6. キング・コング III ("King Kong III (as Motorhead explains it)") - 1:44
7. キング・コング IV ("King Kong IV (the Gardner Varieties)") - 6:17
8. キング・コング V ("King Kong V (as played by 3 deranged Good Humor Trucks)") - 0:34
9. キング・コング VI ("King Kong VI (live on a flat bed diesel in the middle of a race track at a Miami Pop Festival... the Underwood ramifications)") - 7:24

## 参加メンバー
- フランク・ザッパ - ギター、パーカッション、ヴォーカル
- ジミー・カール・ブラック - パーカッション、ドラム、貧困
- レイ・コリンズ - ヴォーカル
- ロイ・エストラーダ - ベース、ヴォーカル
- バンク・ガードナー - クラリネット、フルート、バスクラリネット、ピッコロ、アルト・サックス、ソプラノ・サックス、テナー・サックス
- ルース・コマノフ - マリンバ、ヴィブラフォン
- ビリー・ムンディ - ドラム
- ドン・プレストン - エレクトリック・ピアノ
- ユークリッド・ジェームズ・シャーウッド - テナー・サックス、タンブリン、声、振付師
- アート・トリップ - パーカッション、チャイム、ドラム、マリンバ、シロフォン、ベル、ティンパニ、ヴィブラフォン、ウッドブロック
- イアン・アンダーウッド - クラリネット、フルート、ピアノ、チェレスタ、ハープシコード、アルト・サックス、バリトン・サックス、管楽器、電子オルガン
- ネルシー・ウォーカー - ソプラノ・ヴォーカル
- パメラ・ザルビカ - スージー・クリームチーズ役
- マッシモ・バッソーリ - ヴォーカル（「テンゴ・ナ・ミンキア・タンタ」のみ）
- トミー・マーズ - キーボード（「テンゴ・ナ・ミンキア・タンタ」のみ）
- スコット・チュニス - ベース（「テンゴ・ナ・ミンキア・タンタ」のみ）
- チャド・ワッカーマン - ドラム（「テンゴ・ナ・ミンキア・タンタ」のみ）

### 製作
- プロデューサー - フランク・ザッパ
- エンジニア - ジェスパー・ハンセン
- 設備技師 - ユークリッド・ジェームズ・シャーウッド
- アドヴァイザー - アート・トリップ
- パッケージ・デザイン - カル・シェンケル
- 振付師 - アート・トリップ
- 小道具デザイン - ロイ・エストラーダ
- 写譜、PR、特別アシスタント - イアン・アンダーウッド

## チャート
アルバム
- 1969年 - ビルボード・ポップ・アルバム…43位